# Takeshi Nakashima
Takeshi Nakashima (中島 豪 Nakashima Takeshi?), född 15 januari 1976 i Nagasaki prefektur, är en japansk före detta fotbollsspelare.
Nakashima började sin karriär 1994 i Urawa Reds. 1997 flyttade han till Avispa Fukuoka. Han avslutade karriären 1997.